# PTSV Aachen

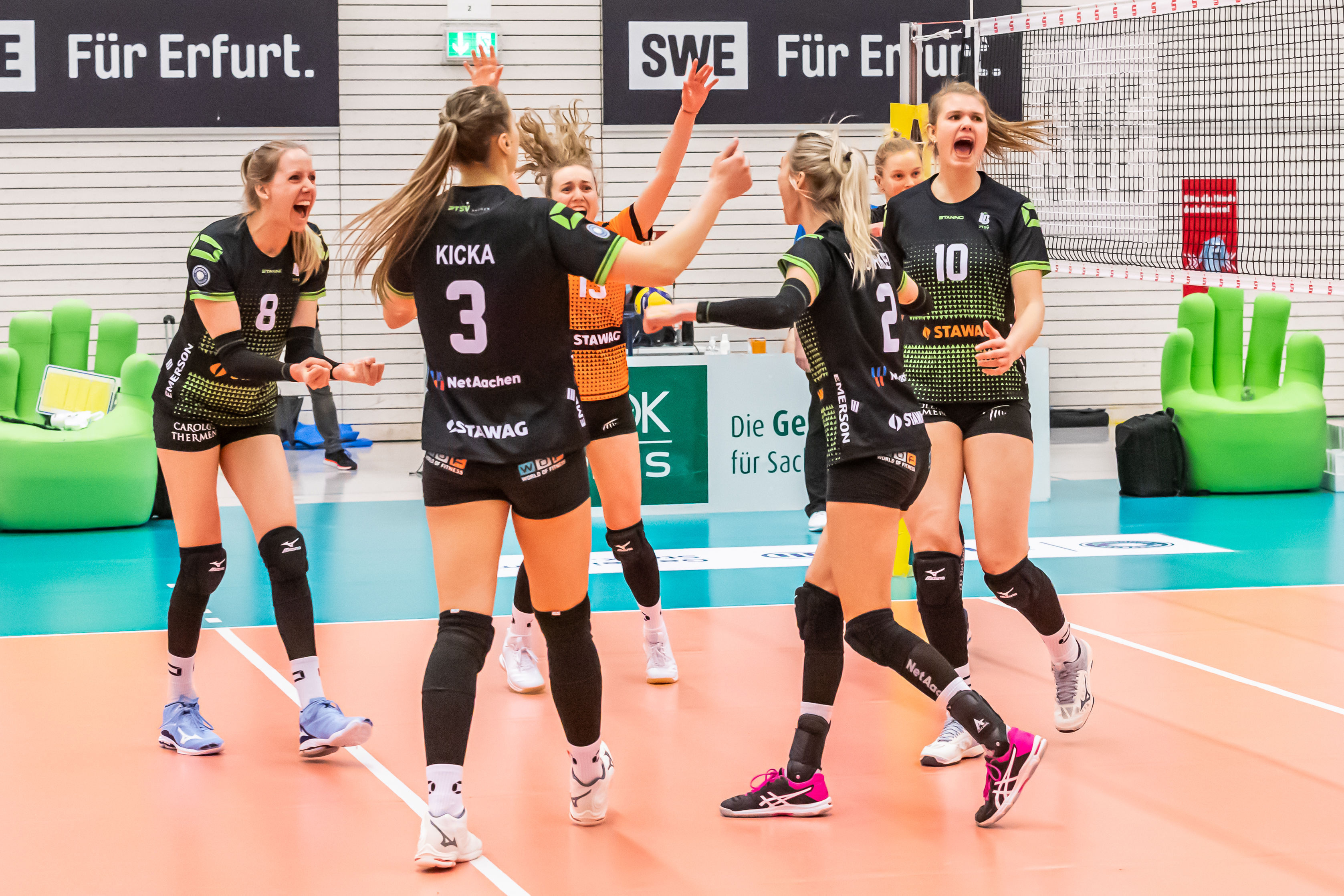
Ladies in Black Aachen i Volleyball-Bundesliga, Erfurt (2021)

PTSV Aachen (tyska: Post-Telekom-Sportverein Aachen) är en sportklubb från Aachen, Tyskland. Föreningen bildades 1925 och har omkring 3 600 medlemmar aktiva inom 18 olika sektioner.
Dess damvolleybollsektion, som fram till och med 2012/2013 spelade med Alemannia Aachen, spelar under namnet Ladies in Black Aachen i Volleyball-Bundesliga.